# Антоније Исаковић
Антоније Исаковић (Београд, 6. новембар 1923 — Београд, 13. јануар 2002) био је српски и југословенски књижевник и академик. Исаковић је познат по кратким причама и романима.

## Биографија
Борио се на страни партизана током Другог светског рата. Учествовао је у бици на Сутјесци.
Обављао је функцију потпредседника Српске академије наука и уметности од 1980. до 1992. године.
Добитник је многих књижевних награда, познат је и као писац чија дела су у Југославији највише екранизована („Господар и слуга”, „Трен 1” и „Трен 2”, „Говори и разговори”). Позната приповетка „Кашика” је обавезни део градива из предмета српски језик и књижевност у основној школи.
Његова ћерка је глумица Милица Милша, а супруга српска списатељица Лепосава Миланин.
Преминуо је 13. јануара 2002. године у Београду. Сахрањен је по сопственој жељи у селу Бабе код Сопота.

## Награде
- Змајева награда, за књигу Велика деца, 1955.
- Андрићева награда, за књигу Трен 1, 1976.
- НИН-ова награда, за књигу Трен 2, 1982.
- Награда „Златни крст кнеза Лазара”, 1994.
- Награда „Златни прстен Багдале”, 1995.
- Награда „Меша Селимовић”, 1995.
- Награда „Светозар Ћоровић”, за књигу Нестајање, 2001.

## Дела

### Књиге
- Велика деца, приповетке, Београд 1953.
- Папрат и ватра, приповетке, Београд 1962.
- Приповетке, 1964.
- Празни брегови, приповетке, Београд 1969.
- Сабрана дела у пет томова, Београд, 1976.
- Трен 1, роман, Београд, 1976.
- Трен 2, роман, Београд, 1982.
- Берлин капутт, Београд, 1982.
- Образ, приповетке, 1988.
- Говори и разговори, 1990.
- У знаку априла: и друге приче, Београд 1991.
- Миран злочин, роман, Београд 1992
- Други део мог века: да се не заборави, 1993.
- Господар и слуге, роман, Београд, 1995.
- Риба, 1998.
- Нестајање, 2000.

### Сценарији
- Алекса Дундић, 1958 (Режија: Леонид Луков)
- Једини излаз, 1958 (Режија: Александар Петровић/Вицко Распор)
- Две ноћи у једном дану, 1963 (Режија: Раденко Остојић)
- Три, 1965 (Режија: Александар Петровић)
- Трен, 1978 (Режија: Столе Јанковић)
- Берлин капут, 1981 (Режија: Миливоје Милошевић)